# Tiziano Mannoni
Tiziano Mannoni (Parma, 3 settembre 1928 – Genova, 17 ottobre 2010) è stato un archeologo e storico italiano.
I suoi contributi più importanti riguardano l'archeologia medievale, l'archeometria, l'archeologia della produzione e l'archeologia del costruito.

## Biografia
Nato a Parma il 3 settembre 1928, da genitori toscani, visse a Genova ma fu sempre legato al territorio lunigianese, dove era cresciuto e dove ritornava costantemente. Dopo il diploma di geometra, nel 1967 si laureò in scienze naturali presso l'Università di Genova. Prima di diventare professore universitario, svolse diverse attività professionali.
Dal 1969 al 1982 Mannoni tenne l'insegnamento di "giacimenti minerari", presso la Facoltà di scienze M.F.N. dell'Università di Genova, con corsi sulla storia dei materiali, riconosciuti dalle facoltà di architettura e di lettere. Dal 1981 al 1985 fu docente di "Tecniche sussidiarie dell'archeologia", presso la Scuola speciale per archeologi medievisti dell'Università di Pisa. Nel 1982 divenne professore associato di "Rilievo ed analisi tecnica dei monumenti antichi" presso la Facoltà di architettura dell'Università di Genova. Con tali corsi precursori degli attuali insegnamenti di "Metodologie della ricerca archeologica" ed aperti agli studenti di archeologia, Mannoni ottenne di formare numerosi giovani che all'epoca solo in poche sedi universitarie trovavano analoghi insegnamenti metodologici.
Il suo essere, per formazione ed interessi, fuori dagli schemi, lo aveva fatto ritenere inadatto ad insegnare presso la facoltà di lettere e filosofia. Solo negli anni novanta fu invitato a tenere corsi e nel 2006, gli fu dedicato il volume Archeologie. Studi in onore di Tiziano Mannoni. Il 3 luglio 2001, all'atto del pensionamento, fu insignito della laurea honoris causa in Dottore in Architettura dalla Facoltà di Architettura dell'Università di Genova.
L'attenzione per i materiali, in tempi diversi, portò Mannoni a costituire a Genova il "Laboratorio di mineralogia applicata all'archeologia", attivo soprattutto nello studio archeometrico degli impasti ceramici, e il "Laboratorio di archeologia dell'architettura" in cui le tematiche storiche si confrontavano con quelle connesse a restauro e conservazione.
Nella sua attività, ricerca, didattica e divulgazione erano strettamente legate e credeva in una politica dei beni culturali capace di unire ricerca a valorizzazione. Creò nel 1969, il "Centro ligure per la storia della ceramica", poi divenuto, nel 1976, "Istituto di storia della cultura materiale" (ISCuM).
Dal 1971 fu direttore responsabile del Notiziario di archeologia medievale, e nel 1974 fu tra i fondatori della rivista Archeologia medievale che, condiresse a partire dal 1977, e del suo supplemento tematico Archeologia dell'architettura nato nel 1996. Collaborò con il Gruppo Interuniversitario per la Storia dell'Europa Mediterranea (con sede a Pisa). Dal 1985 Mannoni fu anche responsabile del periodico Studi e ricerche. Cultura e territorio. Dal 1994 fu presidente della "Società degli archeologi medievisti italiani (SAMI) di cui nel 1996 divenne presidente onorario. Nel 1985 fondò assieme a Guido Biscontin e Amedeo Bellini il convegno annuale Scienza e Beni Culturali, giunto nel 2014 alla trentesima edizione.
Morì improvvisamente il 17 ottobre 2010 a Genova.

## Temi di ricerca
A partire dall'immediato dopoguerra Tiziano Mannoni iniziò a interessarsi dei resti archeologici e storici genovesi colpiti dai bombardamenti bellici e fin dai primi lavori affrontò molteplici problemi di metodo storico. Già negli anni sessanta scriveva di archeologia urbana, di archeologia medievale, di metodi di scavo, della necessità di costruire nuovi strumenti di lavoro. Da ciò un primo libro dedicato alla classificazione delle ceramiche medievali di Genova e della Liguria pubblicato nel 1975, e a seguire i lavori di "archeologia globale del territorio" condotti nello Zignago e in Lunigiana. Sulla base dell'esperienza, Mannoni teorizzò una disciplina definita "globale" che doveva essere flessibile nei metodi e attenta a non privilegiare periodi, siti o testimonianze particolari.
La formazione scientifica, e la collocazione accademica al di fuori dell'ambito archeologico, facilitò la nascita di molte collaborazioni con naturalisti, storici ed architetti spesso coinvolti nei progetti di ricerca avviati a Genova, nella Liguria di Levante, in Lunigiana. In molte altre occasioni fu però chiamato a collaborare a ricerche dirette da altri dove diede contributi di metodo spesso giudicati fondamentali Fra i tanti si possono ricordare gli scavi nel castrum di San Antonino a Perti, lo studio della corona ferrea, le numerose analisi minero petrografiche di ceramiche mediterranee. Filo conduttore del lavoro di Mannoni è stata la storia della cultura materiale con attenzione ai caratteri del territorio, ai materiali che gli uomini ne traggono (in particolare pietre, fra cui ardesia, marmo e pietra ollare, argilla, vetro), ai modi di sfruttare la conformazione dei luoghi per impiantarvi porti o strade, alle relazioni fra ambiti lontani sia quando si concretizzavano in scambi commerciali sia quando a muoversi erano gli uomini o le idee.
Nel 1994, impossibilitato ad opporsi alla parziale distruzione dei resti del porto medievale di Genova scrisse un libello fortemente polemico intitolato Il fantasma della Ripa. Archeodramma in tre atti ed un finale (Genova 1994).
Negli anni '2000 la sua curiosità intellettuale lo spinse a interessarsi anche di archeoastronomia, di cui comprese le potenzialità e la necessità che fosse condotta con rigorosi metodi scientifici.
Nel 2002 guidò il convegno internazionale I.I.S.L. "Archeoastronomia: un dibattito tra archeologi ed astronomi alla ricerca di un metodo comune" che si tenne in una prima sessione a Genova dall'8 al 9 febbraio ed in una seconda sessione a Sanremo dal 1 al 3 novembre.
Nel 2009, a causa della latitanza degli enti preposti alla diffusione della cultura, pubblicò a sue spese gli atti (in italiano ed in inglese) di tale convegno che divennero il volume XIII della collana "Atti dei Convegni" dell'Istituto Internazionale di Studi Liguri
http://www.archaeoastronomy.it/convegno.htm
http://www.archaeoastronomy.it/indicevolume.pdf .
Senza il suo sostegno non si sarebbe mai potuto né fare il convegno né pubblicarne gli atti.
La Società Italiana di Archeoastronomia S.I.A., di cui Tiziano Mannoni fu socio fino alla fine, gli ha dedicato il suo XI convegno nazionale svoltosi a Bologna dal 28 al 29 ottobre ed a Marzabotto il 30 ottobre 2011.
Il seguente è il necrologio, a firma del presidente della S.I.A. dott. Elio Antonello, pubblicato sugli Atti del convegno nel 2013:
<Un anno fa (17 ottobre 2010) è scomparso Tiziano Mannoni, archeologo che è stato nostro socio. Mannoni si laureò in Scienze Naturali nel 1967 e ricevette la laurea honoris causa in architettura nel 2001 a coronamento della sua attività di docente universitario. Fu soprattutto un archeologo esperto di storia della cultura materiale e di archeometria, materie che insegnò sempre nei suoi corsi. Venuto in contatto con l'archeoastronomia, dopo un'iniziale diffidenza, vi aderì con entusiasmo e convinzione appena si rese conto delle sue potenzialità e della sua affinità con l'archeometria. Si fece promotore, con Vittorio Castellani ed altri, del congresso ad essa specificamente dedicato nel 2002 dall'Istituto Internazionale di Studi Liguri, di cui era allora presidente presso la sezione di Genova.
Mannoni ha fondato il Centro Ligure per la Storia della Ceramica, l'Istituto di Storia della Cultura Materiale, i Convegni di Bressanone di Scienza e Beni Culturali, la Società degli Archeologi Medievisti. È stato inoltre membro di varie commissioni tecniche italiane ed estere riguardanti i beni archeologici, il restauro, l'ambiente.
Mi piace riportare qui un suo pensiero, espresso durante il convegno di archeoastronomia del 2002, pensiero sul cui senso mi pare concordino astronomi ed archeologi, scienziati e umanisti. Egli diceva, ricordando gli anni giovanili: "Ho vissuto molte notti all'aperto durante la guerra, in posti dove non c'era assolutamente illuminazione e vedendo tutte le sere quello che si vedeva, non si poteva fare a meno di prendere in considerazione e studiare il cielo. Il rapporto con esso è completamente diverso da quello con la terra. [...] Non c'è un rapporto manuale ma solo visuale, percettivo e mentale, il che mette in moto immaginazione e pensieri".
Come molti altri, anch'io ritengo che sia stato questo rapporto unico con il cielo, così ben espresso da Mannoni, ad avere stimolato la capacità di riflessione dei nostri antenati fin dall'antichità più remota>. Al proposito è però necessario ricordare che Mannoni mai scrisse di archeoastronomia e gli ambiti di ricerca che lo videro protagonista in Italia e in Europa sono certamente la Storia della cultura materiale, l'archeologia medievale, l'Archeometria, l'Archeologia dell'architettura e quella della produzione.  

## Pubblicazioni
Tiziano Mannoni è stato autore di oltre 550 pubblicazioni, fra cui molti lavori brevi che anticipavano spunti sviluppati in seguito o presentavano ricerche condotte da altri in una logica che gli stessi spesso definivano mannoniana.
Le ristampe anastatiche di una selezione degli scritti precedenti al 1995 è stata raccolta dallo stesso Mannoni nei cinque volumi della collana Venticinque anni di Archeologia Globale intitolati Archeologia dell'Urbanistica; Insediamenti abbandonati. Archeologia Medievale; Caratteri costruttivi dell'edilizia storica; Archeologia delle tecniche produttive; Archeometria. Geoarcheologia dei manufatti.
A Mannoni si devono inoltre i volumi:
- La ceramica medievale a Genova e nella Liguria, Bordighera 1975.
- Marmo. Materia e Cultura (con L. Mannoni), Genova 1978 (tradotto in francese, inglese e tedesco).
- Liguria. Architettura tra storia e archeologia (con I. Ferrando), Genova 1988 (tradotto in inglese e tedesco).
- Ardesia. Materia, cultura, futuro (curatore), Genova 1995.
- Archeologia della produzione (con E. Giannichedda), Torino 1996 (tradotto in spagnolo).
- La Rivoluzione Mercantile nel Medioevo, Genova 2009.